# Srđan Radonjić
Srđan Radonjić (in serbo Срђан Радоњић?; Titograd, 8 maggio 1981) è un ex calciatore montenegrino e precedentemente jugoslavo, fino alla definitiva conclusione dell'esperienza federativa della Jugoslavia avvenuta nel 2003, nonché serbo-montenegrino, fino alla scissione della Serbia e Montenegro in due stati indipendenti occorsa nel 2006, di ruolo attaccante.

## Carriera

### Club
Inizia la carriera nella squadra della sua città, il Budućnost Podgorica, con cui debutta in prima squadra nella stagione 1999-2000. Nell'estate del 2002, rimane in Montenegro, trasferendosi al Mornar Bar, dove mette a segno 13 gol in 11 partite. Si trasferisce quindi al Sutjeska Nikšić dove non riesce a ripetersi.
Nell'estate del 2003 si trasferisce a Belgrado, sponda Partizan, dove mette a segno 58 gol, vincendo la classifica cannonieri della stagione 2005-2006, e con cui vince il campionato 2004-2005.
Nel 2007 si trasferisce in Danimarca, all'Odense, e dopo la prima parte di stagione passa in prestito dapprima al Viborg FF e poi all'I.K. Start.

### Nazionale
Ha fatto parte della spedizione serbo-montenegrina ai Giochi olimpici di Atene 2004.
Dopo l'indipendenza del Montenegro, è uno dei punti di forza della nazionale montenegrina.

## Palmarès

### Club
- Campionato di Serbia e Montenegro: 1
2004-2005